# برلانگاس د رئا
برلانگاس د رئا (به اسپانیایی: Berlangas de Roa) یک شهرستان در اسپانیا است.